# 肥後柔術三道場
肥後柔術三道場（ひごじゅうじゅつさんどうじょう）とは、明治初期に熊本に存在した柔術道場のうち、江戸時代から続く規模の大きかった3道場を指す。これら3道場の道場主はいずれも旧熊本藩の柔術師範であった。
明治42年（1909年）頃、道場の維持が困難であることから、3道場で協議の結果、3道場同時の閉鎖を考えるが、門弟らの反対により、閉鎖されなかった。
- 星野道場（伯耆流居合術、楊心流薙刀術、四天流組討）
- 矢野道場（竹内三統流柔術、新心無手勝流居合）
- 江口道場（扱心流体術）